# Malešín (Řehenice)
Malešín je malá vesnice, část obce Řehenice v okrese Benešov. Nachází se 1,5 km na jihovýchod od Řehenic. V roce 2009 zde bylo evidováno 43 adres. Malešín je také název katastrálního území o rozloze 6,87 km². V tomto katastrálním území leží i Barochov, Gabrhele, Křiváček a Řehenice.

## Název
Název vesnice je odvozen přivlastňovací příponou z osobního jména Malecha ve významu Malechův dvůr. V historických pramenech se název objevuje ve tvarech: Malessin (1454), in Malessinie (1454), w Malessinie a Malessyn (1654).

## Historie
První písemná zmínka o vesnici pochází z roku 1454.

## Další fotografie

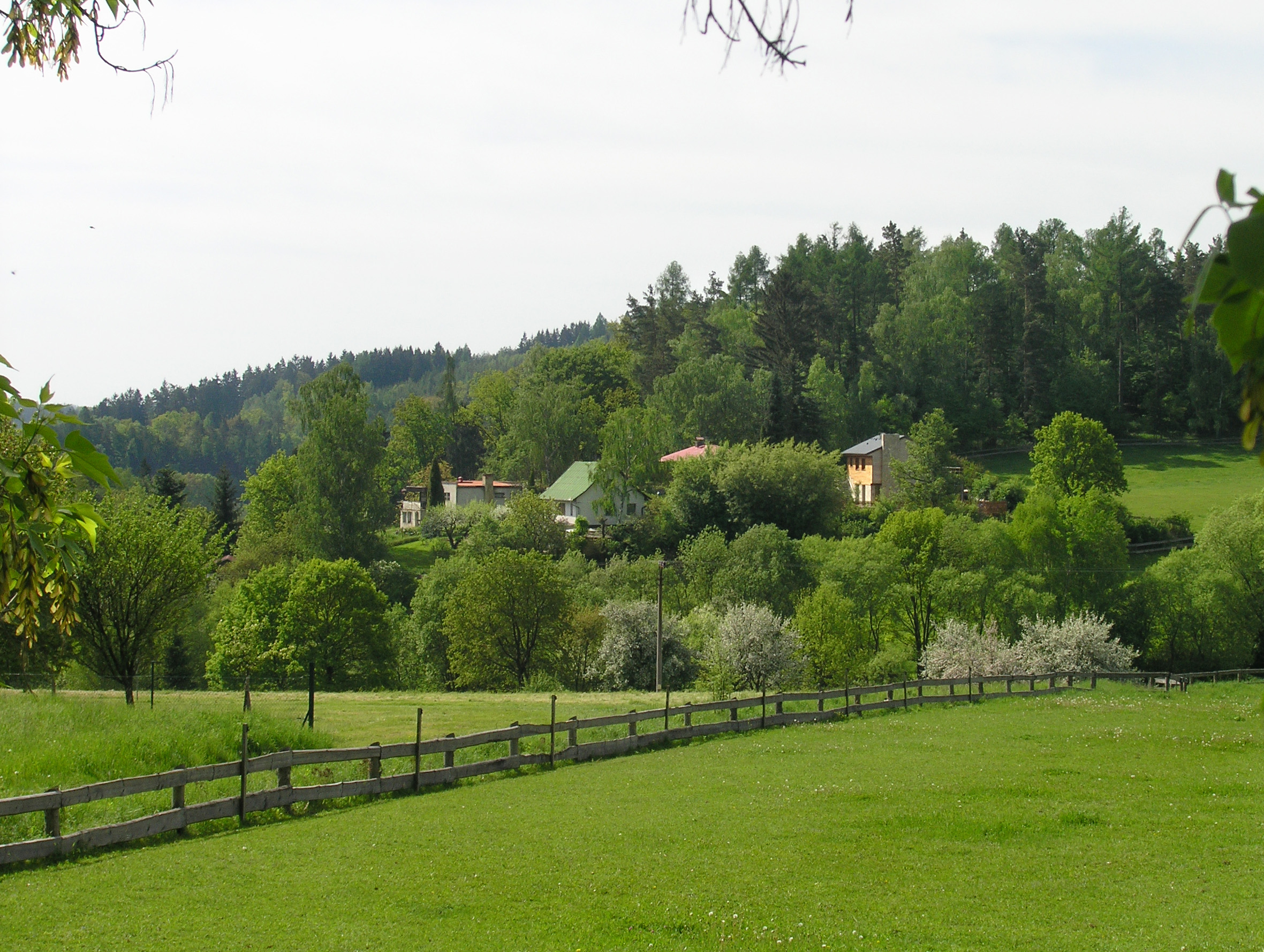
Malešín od severu
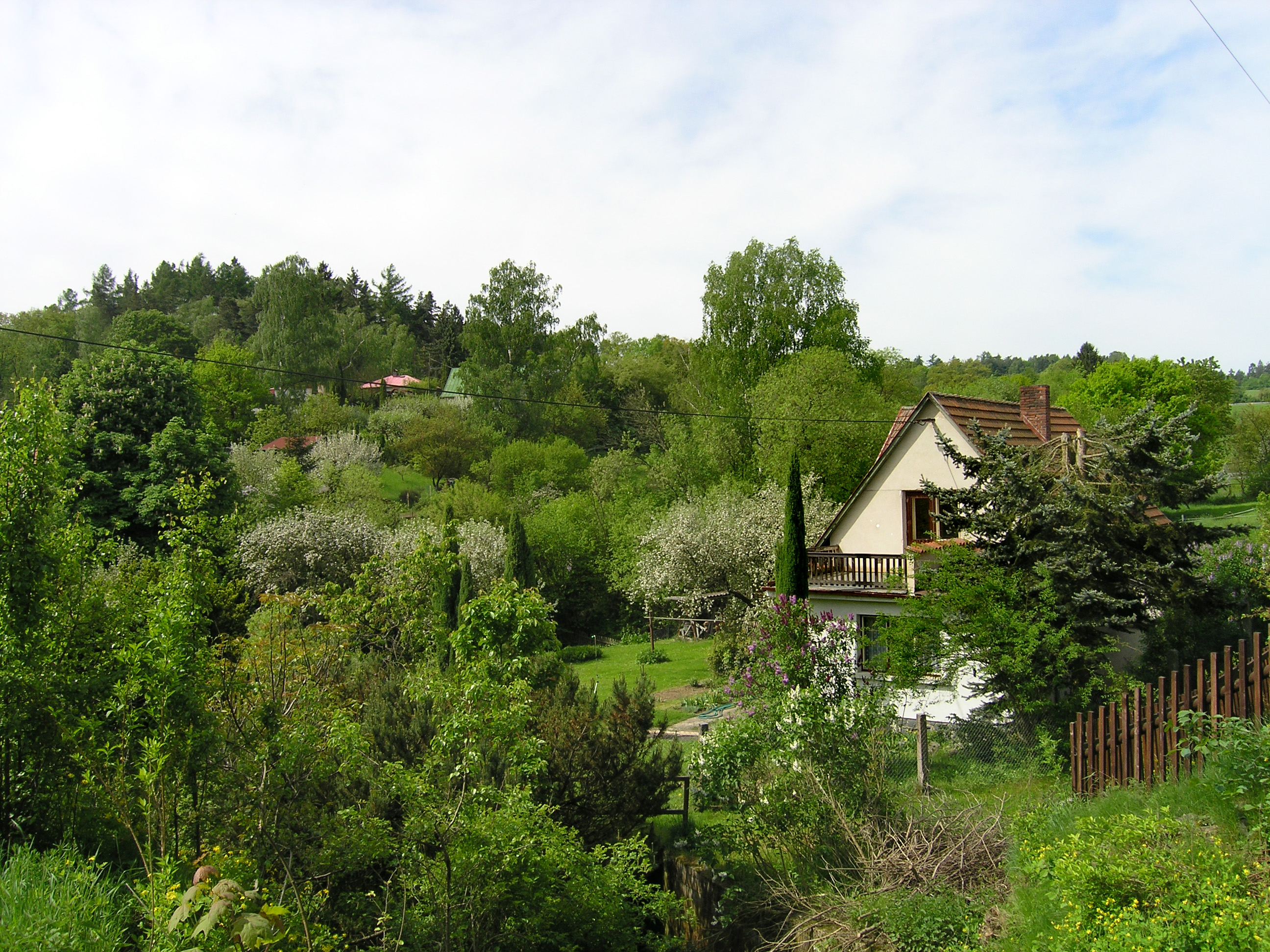
Rozptýlená zástavba
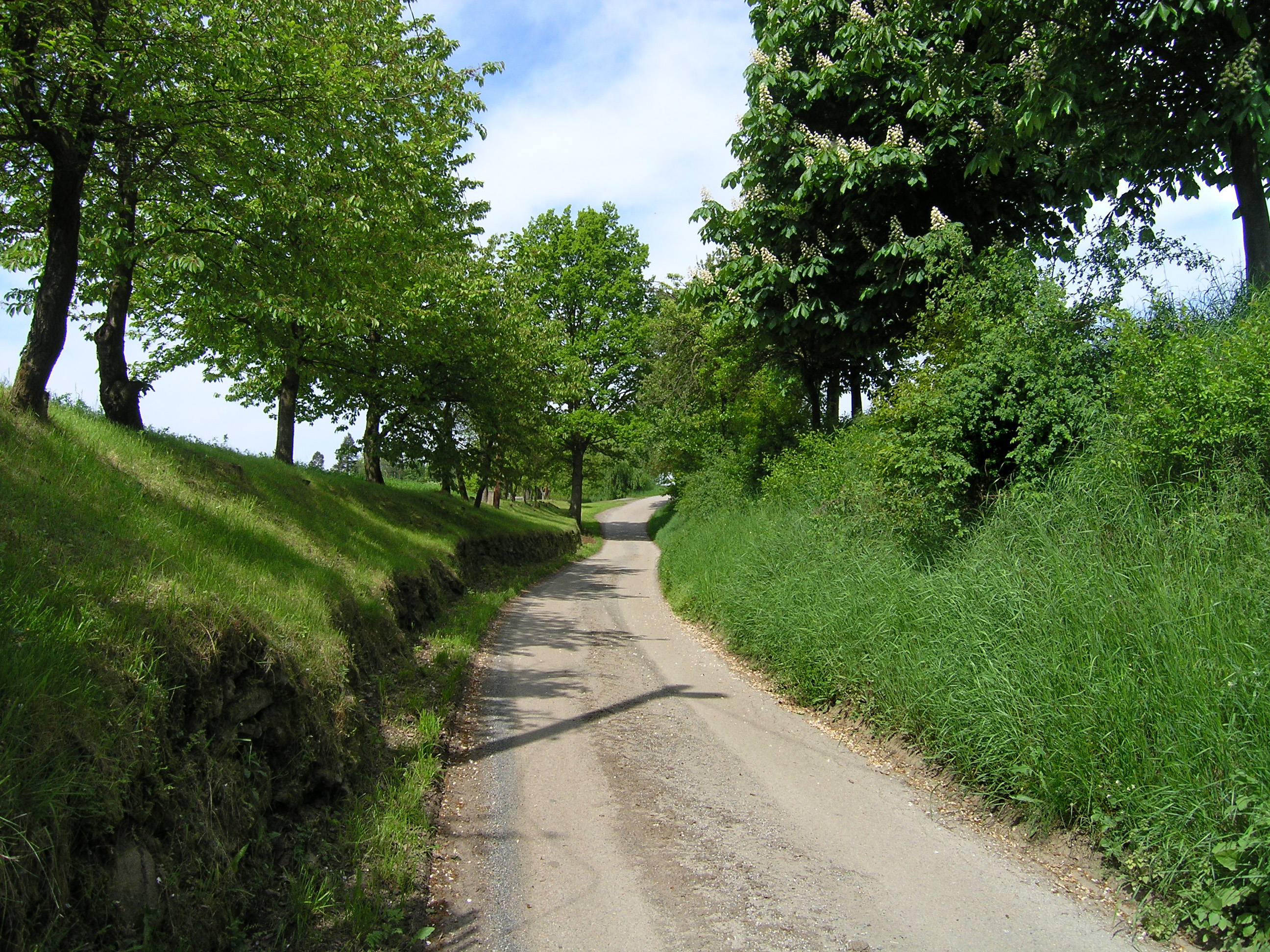
Úvozová cesta z vesnice